# Zvěrotice
Zvěrotice (en allemand : Swierotitz) est une commune du district de Tábor, dans la région de Bohême-du-Sud, en République tchèque. Sa population s'élevait à 403 habitants en 2020.

## Géographie
Zvěrotice se trouve à 3 km au nord-est du centre de Soběslav, à 17 km au sud-sud-est de Tábor, à 39 km au nord-est de České Budějovice et à 93 km au sud-sud-est de Prague.
La commune est limitée par Sedlečko u Soběslavě au nord, par Tučapy à l'est, par Přehořov au sud-est, par Soběslav au sud-ouest et par Klenovice à l'ouest.

## Histoire
La première mention écrite de la localité date de 1369.